# Hugues Sans-Avoir
Hugues Sans-Avoir est un noble du royaume de Jérusalem originaire du royaume de France, ainsi qu'un connétable du comté de Tripoli. Il est le fils de Guillaume Sans-Avoir.

## Biographie
Il est le fils de Guillaume Sans-Avoir, un chevalier croisé originaire de France, probablement de Boissy-sans-Avoir en Île-de-France.
Entre 1145 et 1184, il est seigneur du Puy.
De 1161 à 1164, il est nommé connétable du comté de Tripoli
Il meurt à une date inconnue.

## Mariage et enfants
Il épouse Echive de Saint-Omer, fille de Guillaume de Saint-Omer, avec qui il a une fille :
- Marie Sans-Avoir, qui épouse Jean de Farabel et qui hérite de la seigneurie du Puy à la mort de son père.